# SN 1998U
SN 1998U – supernowa odkryta 3 marca 1998 roku w galaktyce A113632-1207. W momencie odkrycia miała maksymalną jasność 20,00m.